# Le Journal d'une fille perdue
Pour les articles homonymes, voir Journal d'une fille perdue (homonymie).
Pour plus de détails, voir Fiche technique et Distribution.
Le Journal d'une fille perdue (on le trouve parfois sous le titre Trois Pages d'un journal; titre original allemand : Das Tagebuch einer Verlorenen) est un film muet allemand réalisé par Georg Wilhelm Pabst, sorti en 1929.

## Synopsis
Thymiane, fille d'un pharmacien, violée très jeune par Meinert lors d'une nuit d'ivresse, assistant de son père, se retrouve enceinte. Elle est reniée par sa famille qui l'envoie en maison de redressement. Elle s'en évade avec une amie, Erika, apprend la mort de son enfant mis en nourrice et qu'elle voulait reprendre, puis trouve refuge dans une maison close où elle retrouve Erika. Pour survivre, elle se livre à la prostitution...

## Fiche technique
- Titre : Le Journal d'une fille perdue
- Autre titre : Trois Pages d'un journal
- Titre original : Tagebuch einer Verlorenen
- Réalisateur et producteur : Georg Wilhelm Pabst, pour Pabst-Film
- Scénario : Rudolf Leonhard, d'après le roman homonyme de Margarete Böhme
- Assistant réalisateur : Marc Sorkin et Paul Falkenberg
- Images : Sepp Allgeier, Fritz Arno Wagner
- Musique originale : Otto Stenzeel
- Musique additionnelle : Robert Viger, Alain Bernaud et Franz Schubert (version restaurée)
- Directeurs artistiques : Emil Hasler et Ernő Metzner
- Genre : Drame
- Noir et blanc - Muet
- Durée : 104 minutes - 112 minutes (version restaurée)[1]
- Dates de sorties :
  - Autriche : 27 septembre 1929 (première à Vienne)
  - Allemagne  République de Weimar : 15 octobre 1929
  - France : 11 avril 1930

## Distribution
- Louise Brooks : Thymiane Henning

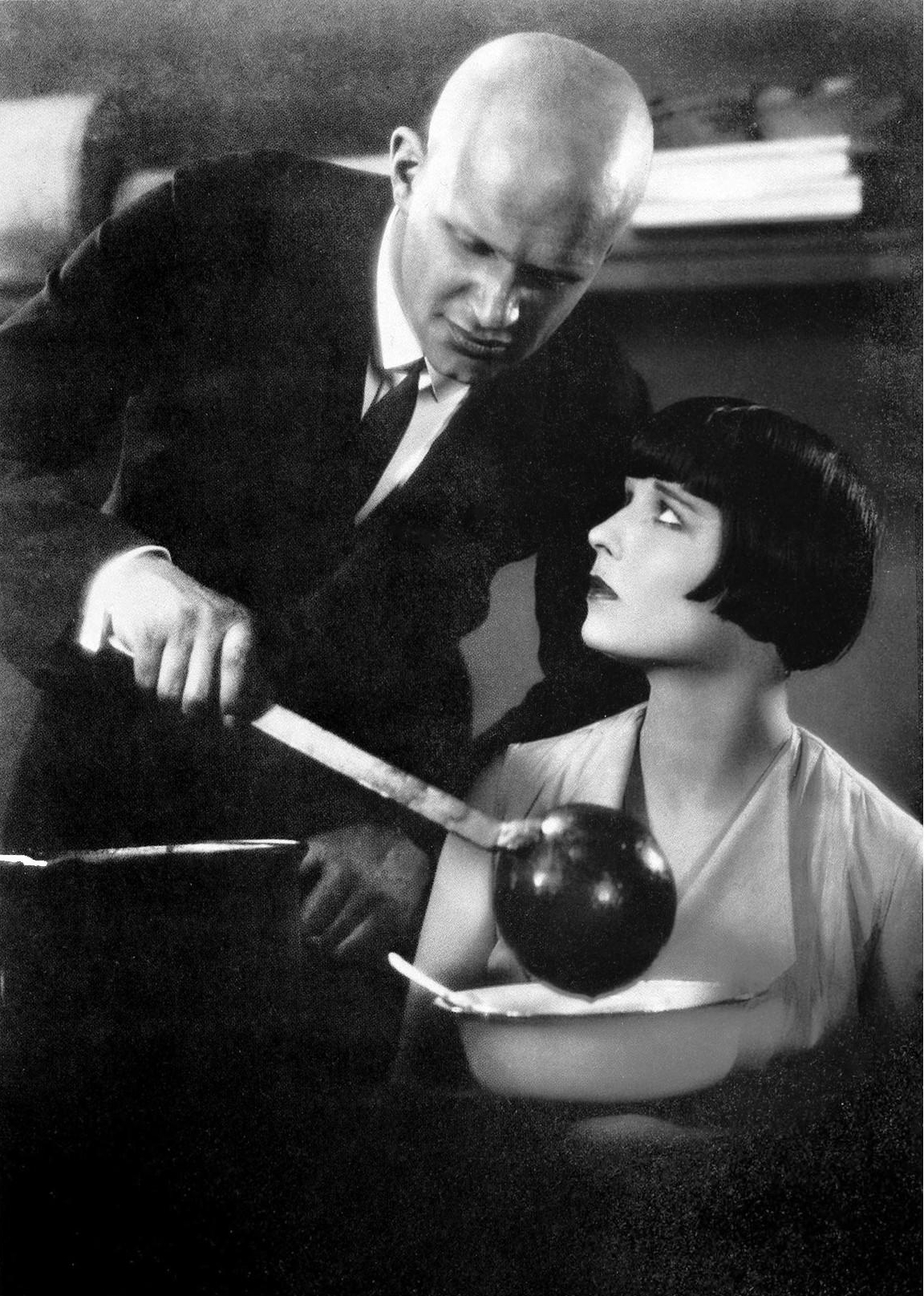
Andrews Engelmann et Louise Brooks dans une scène du film.

- Joseph Rovensky : le pharmacien Robert Henning, père de Thymiane
- Fritz Rasp : l'employé Meinert
- Franziska Kinz : Meta
- Vera Pawlowa : la tante Frieda
- Edith Meinhard : Erika
- André Roanne : Nikolaus, le jeune comte Osdorff
- Arnold Korff : le vieux comte Osdorff, oncle de Nikolaus
- Kurt Gerron : le docteur Vitalis
- Andrews Engelmann : le directeur de la maison de redressement
- Valeska Gert : la femme du directeur
- Sybille Schmitz : Elisabeth
- Sig Arno : un invité
- Hedwig Schlichter
- Hans Casparius
- Jaro Fürth :
- Emmy Wyda :
- Marfa Kassatskaya : (comme M. Kasazkaya)
- Sylvia Torf :
- Michael von Newlinsky :